# دکتر نئو کورتکس
دکتر نئو پری وینکل کورتکس(به انگلیسی: Doctor Neo Periwinkle Cortex) (به اختصار نئو کورتکس) (به انگلیسی: Neo Cortex) یک شخصیت بازی‌های رایانه‌ای و اولین و مهم‌ترین هماورد کراش باندیکوت در سری بازی‌های کراش باندیکوت است. نئو کورتکس یک شخصیت منفی در بازی می باشد که از اولین سری بازی ها حضور داشته است. کورتکس یک دانشمند دیوانه می باشد که برای سلطه بر جهان دست به اقدامات تروریستی می زند. کورتکس ابتدا تمام حیوانات منطقه از جمله کراش باندیکوترا به عنوان سرباز خود در می آورد اما چندی بعد کراش را در قلعه خود بیرون می کند. او همواره در تلاش برای سلطه جهان اما معمولاً نقشه هایش با مداخله کراش به هم میخورد.
دکتر نئو وینکل توسط اندی گاوین و جیسون رابین خلق شده است و توسط چارلز زمبیلاس و جو پیرسون طراحی شده است. نقد ها در مورد این شخصیت به طور میانگین مثبت بوده است و طراحی شخصیت وی را بسیار زیبا و مناسب توصیف نموده اند.

دکتر نئو کورتکس در بازی کراش باندیکوت ۲